# Bassecourt
Bassecourt (föråldrat tyskt namn: Altdorf) är en ort i kommunen Haute-Sorne i kantonen Jura i Schweiz. Den är kommunens huvudort och ligger cirka 8,5 kilometer sydväst om Delémont. Orten har 3 738 invånare (2021).
Orten var före den 1 januari 2013 en egen kommun, men slogs då samman med kommunerna Courfaivre, Glovelier, Soulce och Undervelier till den nya kommunen Haute-Sorne. Den tidigare kommunen omfattade även orten Berlincourt.